# بلاستما

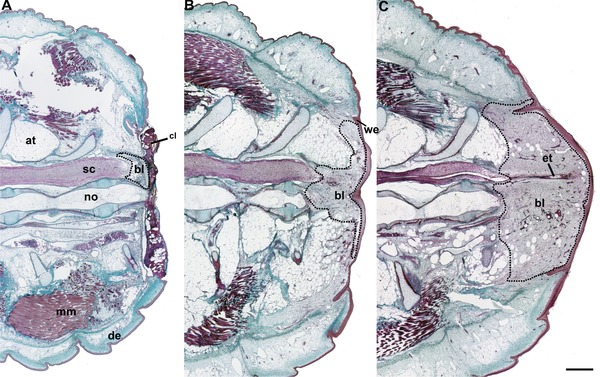
بلاستما

در زیست‌شناسی، در گونه‌هایی با تولیدِمثل غیرجنسی، توده‌ای از یاخته‌های رویانی را که به یک فرد تبدیل می‌شوند بلاستما (انگلیسی: blastema) می‌گویند. به بلاستما رویان‌بافت هم گفته شده و فرهنگستان زبان فارسی برای آن برابر تَندینه را برگزیده است.
بلاستما توده‌ای از سلول‌های تمایزیافته و جنین‌مانند است که بعداً تبدیل به اندام‌های گوناگون می‌شوند.
ترمیم اندام‌های قطع شده در پستانداران اتفاق نمی‌افتد، اما در مهره‌داران مانند سمندرها و مارمولک‌ها دیده می‌شود. علت این توانایی بازسازی اندام‌ها، وجود سلول‌هایی به نام بلاستما است.
این سلول‌ها با بیان ژن‌هایی که در بازسازی بافتی مؤثر هستند (مانند Msx) باعث ترمیم آسیب‌های ایجاد شده می‌شوند.